# Guojiabao, Gansu
Guojiabao (kinesiska: 郭家堡) är en köping i nordvästra Kina. Den ligger i Dunhuang i staden Jiuquan i provinsen Gansu, omkring 920 kilometer nordväst om provinshuvudstaden Lanzhou. Antalet invånare är 6 936. Befolkningen består av 3 424 kvinnor och 3 512 män. Barn under 15 år utgör 19,0 %, vuxna 15-64 år 72 %, och äldre över 65 år 8,0 %.